# FIA-Langstrecken-Weltmeisterschaft 2017
Die Langstrecken-Weltmeisterschaft 2017 (offiziell 2017 FIA World Endurance Championship) war die sechste Saison der FIA-Langstrecken-Weltmeisterschaft (WEC). Die Saison umfasste neun Rennen. Sie begann am 16. April in Silverstone und endete am 18. November in as-Sachir.

## Teams und Fahrer
| Legende | Legende |
| --- | ------- |
| Meldung für die komplette Saison * In allen Wertungen punkteberechtigt                                                    |         |
| Zusätzliche Meldung * Nur die Fahrer sind punkteberechtigt                                                                |         |
| Dritte Meldung eines Herstellers * Nur die Fahrer sind punkteberechtigt * Hersteller nur in Le Mans LMP1-punkteberechtigt |         |
| Gaststarter * In keiner Wertung punkteberechtigt                                                                          |         |

### LMP1
| Team                 | Fahrzeug            | Motor                           | Reifen | Nr. | Fahrer            | Rennen   |
| -------------------- | ------------------- | ------------------------------- | ------ | --- | ----------------- | -------- |
| Porsche LMP Team     | Porsche 919 Hybrid  | Porsche 2.0 L Turbo V4 (Hybrid) | M      | 01  | Neel Jani         | 1–9      |
| Porsche LMP Team     | Porsche 919 Hybrid  | Porsche 2.0 L Turbo V4 (Hybrid) | M      | 01  | André Lotterer    | 1–9      |
| Porsche LMP Team     | Porsche 919 Hybrid  | Porsche 2.0 L Turbo V4 (Hybrid) | M      | 01  | Nick Tandy        | 1–9      |
| Porsche LMP Team     | Porsche 919 Hybrid  | Porsche 2.0 L Turbo V4 (Hybrid) | M      | 02  | Earl Bamber       | 1–9      |
| Porsche LMP Team     | Porsche 919 Hybrid  | Porsche 2.0 L Turbo V4 (Hybrid) | M      | 02  | Timo Bernhard     | 1–9      |
| Porsche LMP Team     | Porsche 919 Hybrid  | Porsche 2.0 L Turbo V4 (Hybrid) | M      | 02  | Brendon Hartley   | 1–9      |
| ByKolles Racing Team | ENSO CLM P1/01      | Nismo VRX30A 3.0 L Turbo V6     | M      | 04  | Marco Bonanomi    | 3, 4     |
| ByKolles Racing Team | ENSO CLM P1/01      | Nismo VRX30A 3.0 L Turbo V6     | M      | 04  | Dominik Kraihamer | 1–4      |
| ByKolles Racing Team | ENSO CLM P1/01      | Nismo VRX30A 3.0 L Turbo V6     | M      | 04  | James Rossiter    | 1, 2     |
| ByKolles Racing Team | ENSO CLM P1/01      | Nismo VRX30A 3.0 L Turbo V6     | M      | 04  | Oliver Webb       | 1–4      |
| Toyota Gazoo Racing  | Toyota TS050 Hybrid | Toyota 2.4 L Turbo V6 (Hybrid)  | M      | 07  | Mike Conway       | 1–9      |
| Toyota Gazoo Racing  | Toyota TS050 Hybrid | Toyota 2.4 L Turbo V6 (Hybrid)  | M      | 07  | Kamui Kobayashi   | 1–9      |
| Toyota Gazoo Racing  | Toyota TS050 Hybrid | Toyota 2.4 L Turbo V6 (Hybrid)  | M      | 07  | José María López  | 1, 4–9   |
| Toyota Gazoo Racing  | Toyota TS050 Hybrid | Toyota 2.4 L Turbo V6 (Hybrid)  | M      | 07  | Stéphane Sarrazin | 3        |
| Toyota Gazoo Racing  | Toyota TS050 Hybrid | Toyota 2.4 L Turbo V6 (Hybrid)  | M      | 08  | Sébastien Buemi   | 1–9      |
| Toyota Gazoo Racing  | Toyota TS050 Hybrid | Toyota 2.4 L Turbo V6 (Hybrid)  | M      | 08  | Anthony Davidson  | 1–5, 7–9 |
| Toyota Gazoo Racing  | Toyota TS050 Hybrid | Toyota 2.4 L Turbo V6 (Hybrid)  | M      | 08  | Kazuki Nakajima   | 1–9      |
| Toyota Gazoo Racing  | Toyota TS050 Hybrid | Toyota 2.4 L Turbo V6 (Hybrid)  | M      | 08  | Stéphane Sarrazin | 6        |
| Toyota Gazoo Racing  | Toyota TS050 Hybrid | Toyota 2.4 L Turbo V6 (Hybrid)  | M      | 09  | Yūji Kunimoto     | 2, 3     |
| Toyota Gazoo Racing  | Toyota TS050 Hybrid | Toyota 2.4 L Turbo V6 (Hybrid)  | M      | 09  | Nicolas Lapierre  | 2, 3     |
| Toyota Gazoo Racing  | Toyota TS050 Hybrid | Toyota 2.4 L Turbo V6 (Hybrid)  | M      | 09  | José María López  | 3        |
| Toyota Gazoo Racing  | Toyota TS050 Hybrid | Toyota 2.4 L Turbo V6 (Hybrid)  | M      | 09  | Stéphane Sarrazin | 2        |

### LMP2
| Team                      | Fahrzeug       | Motor                 | Reifen | Nr. | Fahrer                   | Rennen    |
| ------------------------- | -------------- | --------------------- | ------ | --- | ------------------------ | --------- |
| Vaillante Rebellion       | Oreca 07       | Gibson GK428 4.2 L V8 | D      | 13  | Mathias Beche            | 1–9       |
| Vaillante Rebellion       | Oreca 07       | Gibson GK428 4.2 L V8 | D      | 13  | Luís Felipe Derani       | 4         |
| Vaillante Rebellion       | Oreca 07       | Gibson GK428 4.2 L V8 | D      | 13  | David Heinemeier Hansson | 1–9       |
| Vaillante Rebellion       | Oreca 07       | Gibson GK428 4.2 L V8 | D      | 13  | Nelson Piquet jr.        | 1–3, 5–9  |
| Vaillante Rebellion       | Oreca 07       | Gibson GK428 4.2 L V8 | D      | 31  | Filipe Albuquerque       | 4         |
| Vaillante Rebellion       | Oreca 07       | Gibson GK428 4.2 L V8 | D      | 31  | Julien Canal             | 1–9       |
| Vaillante Rebellion       | Oreca 07       | Gibson GK428 4.2 L V8 | D      | 31  | Nicolas Prost            | 1–3, 5–9  |
| Vaillante Rebellion       | Oreca 07       | Gibson GK428 4.2 L V8 | D      | 31  | Bruno Senna              | 1–9       |
| Idec Sport Racing         | Ligier JS P217 | Gibson GK428 4.2 L V8 | M      | 17  | Patrice Lafargue         | 3         |
| Idec Sport Racing         | Ligier JS P217 | Gibson GK428 4.2 L V8 | M      | 17  | Paul Lafargue            | 3         |
| Idec Sport Racing         | Ligier JS P217 | Gibson GK428 4.2 L V8 | M      | 17  | David Zollinger          | 3         |
| Dragonspeed - 10 Star     | Oreca 07       | Gibson GK428 4.2 L V8 | D      | 21  | Ben Hanley               | 3         |
| Dragonspeed - 10 Star     | Oreca 07       | Gibson GK428 4.2 L V8 | D      | 21  | Henrik Hedman            | 3         |
| Dragonspeed - 10 Star     | Oreca 07       | Gibson GK428 4.2 L V8 | D      | 21  | Felix Rosenqvist         | 3         |
| G-Drive Racing            | Oreca 07       | Gibson GK428 4.2 L V8 | D      | 22  | José Gutiérrez           | 3         |
| G-Drive Racing            | Oreca 07       | Gibson GK428 4.2 L V8 | D      | 22  | Ryō Hirakawa             | 3         |
| G-Drive Racing            | Oreca 07       | Gibson GK428 4.2 L V8 | D      | 22  | Memo Rojas               | 3         |
| Panis Barthez Competition | Ligier JS P217 | Gibson GK428 4.2 L V8 | M      | 23  | Fabien Barthez           | 3         |
| Panis Barthez Competition | Ligier JS P217 | Gibson GK428 4.2 L V8 | M      | 23  | Nathanaël Berthon        | 3         |
| Panis Barthez Competition | Ligier JS P217 | Gibson GK428 4.2 L V8 | M      | 23  | Timothé Buret            | 3         |
| CEFC Manor TRS Racing     | Oreca 07       | Gibson GK428 4.2 L V8 | D      | 24  | Tor Graves               | 1–4       |
| CEFC Manor TRS Racing     | Oreca 07       | Gibson GK428 4.2 L V8 | D      | 24  | Ben Hanley               | 5–9       |
| CEFC Manor TRS Racing     | Oreca 07       | Gibson GK428 4.2 L V8 | D      | 24  | Jonathan Hirschi         | 1–4       |
| CEFC Manor TRS Racing     | Oreca 07       | Gibson GK428 4.2 L V8 | D      | 24  | Roberto Merhi            | 4         |
| CEFC Manor TRS Racing     | Oreca 07       | Gibson GK428 4.2 L V8 | D      | 24  | Matt Rao                 | 5–9       |
| CEFC Manor TRS Racing     | Oreca 07       | Gibson GK428 4.2 L V8 | D      | 24  | Jean-Éric Vergne         | 1–3, 5–9  |
| CEFC Manor TRS Racing     | Oreca 07       | Gibson GK428 4.2 L V8 | D      | 25  | Roberto González jr.     | 1–9       |
| CEFC Manor TRS Racing     | Oreca 07       | Gibson GK428 4.2 L V8 | D      | 25  | Witali Petrow            | 1–9       |
| CEFC Manor TRS Racing     | Oreca 07       | Gibson GK428 4.2 L V8 | D      | 25  | Simon Trummer            | 1–9       |
| G-Drive Racing            | Oreca 07       | Gibson GK428 4.2 L V8 | D      | 26  | Loïc Duval               | 9         |
| G-Drive Racing            | Oreca 07       | Gibson GK428 4.2 L V8 | D      | 26  | Ben Hanley               | 4         |
| G-Drive Racing            | Oreca 07       | Gibson GK428 4.2 L V8 | D      | 26  | Alex Lynn                | 1–3, 5, 6 |
| G-Drive Racing            | Oreca 07       | Gibson GK428 4.2 L V8 | D      | 26  | Nico Müller              | 8         |
| G-Drive Racing            | Oreca 07       | Gibson GK428 4.2 L V8 | D      | 26  | James Rossiter           | 7         |
| G-Drive Racing            | Oreca 07       | Gibson GK428 4.2 L V8 | D      | 26  | Léo Roussel              | 8, 9      |
| G-Drive Racing            | Oreca 07       | Gibson GK428 4.2 L V8 | D      | 26  | Roman Russinow           | 1–9       |
| G-Drive Racing            | Oreca 07       | Gibson GK428 4.2 L V8 | D      | 26  | Pierre Thiriet           | 1–7       |
| TDS Racing                | Oreca 07       | Gibson GK428 4.2 L V8 | D      | 28  | Emmanuel Collard         | 1–9       |
| TDS Racing                | Oreca 07       | Gibson GK428 4.2 L V8 | D      | 28  | Ben Hanley               | 2         |
| TDS Racing                | Oreca 07       | Gibson GK428 4.2 L V8 | D      | 28  | François Perrodo         | 1–9       |
| TDS Racing                | Oreca 07       | Gibson GK428 4.2 L V8 | D      | 28  | Matthieu Vaxivière       | 1, 3–9    |
| SMP Racing                | Dallara P217   | Gibson GK428 4.2 L V8 | D      | 27  | Michail Aljoschin        | 3         |
| SMP Racing                | Dallara P217   | Gibson GK428 4.2 L V8 | D      | 27  | Wiktor Schaitar          | 3         |
| SMP Racing                | Dallara P217   | Gibson GK428 4.2 L V8 | D      | 27  | Sergei Sirotkin          | 3         |
| Racing Team Nederland     | Dallara P217   | Gibson GK428 4.2 L V8 | D      | 29  | Rubens Barrichello       | 3         |
| Racing Team Nederland     | Dallara P217   | Gibson GK428 4.2 L V8 | D      | 29  | Jan Lammers              | 3         |
| Racing Team Nederland     | Dallara P217   | Gibson GK428 4.2 L V8 | D      | 29  | Frits van Eerd           | 3         |
| United Autosports         | Ligier JS P217 | Gibson GK428 4.2 L V8 | D      | 32  | Filipe Albuquerque       | 3         |
| United Autosports         | Ligier JS P217 | Gibson GK428 4.2 L V8 | D      | 32  | Will Owen                | 3         |
| United Autosports         | Ligier JS P217 | Gibson GK428 4.2 L V8 | D      | 32  | Hugo de Sadeleer         | 3         |
| Eurasia Motorsport        | Ligier JS P217 | Gibson GK428 4.2 L V8 | D      | 33  | Érik Maris               | 3         |
| Eurasia Motorsport        | Ligier JS P217 | Gibson GK428 4.2 L V8 | D      | 33  | Jacques Nicolet          | 3         |
| Eurasia Motorsport        | Ligier JS P217 | Gibson GK428 4.2 L V8 | D      | 33  | Pierre Nicolet           | 3         |
| Tockwith Motorsports      | Ligier JS P217 | Gibson GK428 4.2 L V8 | D      | 34  | Karun Chandhok           | 2, 3      |
| Tockwith Motorsports      | Ligier JS P217 | Gibson GK428 4.2 L V8 | D      | 34  | Philip Hanson            | 2–4       |
| Tockwith Motorsports      | Ligier JS P217 | Gibson GK428 4.2 L V8 | D      | 34  | Nigel Moore              | 2–4       |
| Signatech Alpine Matmut   | Alpine A470    | Gibson GK428 4.2 L V8 | D      | 35  | André Negrão             | 2–4       |
| Signatech Alpine Matmut   | Alpine A470    | Gibson GK428 4.2 L V8 | D      | 35  | Nelson Panciatici        | 2–4       |
| Signatech Alpine Matmut   | Alpine A470    | Gibson GK428 4.2 L V8 | D      | 35  | Pierre Ragues            | 2–4       |
| Signatech Alpine Matmut   | Alpine A470    | Gibson GK428 4.2 L V8 | D      | 36  | Romain Dumas             | 2, 3      |
| Signatech Alpine Matmut   | Alpine A470    | Gibson GK428 4.2 L V8 | D      | 36  | Nicolas Lapierre         | 1, 4–9    |
| Signatech Alpine Matmut   | Alpine A470    | Gibson GK428 4.2 L V8 | D      | 36  | Gustavo Menezes          | 1–9       |
| Signatech Alpine Matmut   | Alpine A470    | Gibson GK428 4.2 L V8 | D      | 36  | André Negrão             | 5–9       |
| Signatech Alpine Matmut   | Alpine A470    | Gibson GK428 4.2 L V8 | D      | 36  | Matt Rao                 | 1–4       |
| Jackie Chan DC Racing     | Oreca 07       | Gibson GK428 4.2 L V8 | D      | 37  | Alex Brundle             | 1–9       |
| Jackie Chan DC Racing     | Oreca 07       | Gibson GK428 4.2 L V8 | D      | 37  | David Cheng              | 1–9       |
| Jackie Chan DC Racing     | Oreca 07       | Gibson GK428 4.2 L V8 | D      | 37  | Tristan Gommendy         | 1–9       |
| Jackie Chan DC Racing     | Oreca 07       | Gibson GK428 4.2 L V8 | D      | 38  | Oliver Jarvis            | 1–9       |
| Jackie Chan DC Racing     | Oreca 07       | Gibson GK428 4.2 L V8 | D      | 38  | Thomas Laurent           | 1–9       |
| Jackie Chan DC Racing     | Oreca 07       | Gibson GK428 4.2 L V8 | D      | 38  | Ho-Pin Tung              | 1–9       |
| Graff                     | Oreca 07       | Gibson GK428 4.2 L V8 | D      | 39  | Enzo Guibbert            | 3         |
| Graff                     | Oreca 07       | Gibson GK428 4.2 L V8 | D      | 39  | Éric Trouillet           | 3         |
| Graff                     | Oreca 07       | Gibson GK428 4.2 L V8 | D      | 39  | James Winslow            | 3         |
| Graff                     | Oreca 07       | Gibson GK428 4.2 L V8 | D      | 40  | James Allen              | 3         |
| Graff                     | Oreca 07       | Gibson GK428 4.2 L V8 | D      | 40  | Richard Bradley          | 3         |
| Graff                     | Oreca 07       | Gibson GK428 4.2 L V8 | D      | 40  | Franck Matelli           | 3         |
| Keating Motorsports       | Riley MK30     | Gibson GK428 4.2 L V8 | M      | 43  | Jeroen Bleekemolen       | 3         |
| Keating Motorsports       | Riley MK30     | Gibson GK428 4.2 L V8 | M      | 43  | Ben Keating              | 3         |
| Keating Motorsports       | Riley MK30     | Gibson GK428 4.2 L V8 | M      | 43  | Ricky Taylor             | 3         |
| Algarve Pro Racing        | Ligier JS P217 | Gibson GK428 4.2 L V8 | D      | 45  | Vincent Capillaire       | 3         |
| Algarve Pro Racing        | Ligier JS P217 | Gibson GK428 4.2 L V8 | D      | 45  | Matthew McMurry          | 3         |
| Algarve Pro Racing        | Ligier JS P217 | Gibson GK428 4.2 L V8 | D      | 45  | Mark Patterson           | 3         |
| Cetilar Villorba Corse    | Dallara P217   | Gibson GK428 4.2 L V8 | D      | 47  | Andrea Belicchi          | 3         |
| Cetilar Villorba Corse    | Dallara P217   | Gibson GK428 4.2 L V8 | D      | 47  | Roberto Lacorte          | 3         |
| Cetilar Villorba Corse    | Dallara P217   | Gibson GK428 4.2 L V8 | D      | 47  | Giorgio Sernagiotto      | 3         |
| Arc Bratislava            | Ligier JS P217 | Gibson GK428 4.2 L V8 | D      | 49  | Rik Breukers             | 3         |
| Arc Bratislava            | Ligier JS P217 | Gibson GK428 4.2 L V8 | D      | 49  | Konstantins Calko        | 3         |
| Arc Bratislava            | Ligier JS P217 | Gibson GK428 4.2 L V8 | D      | 49  | Miroslav Konôpka         | 3         |

### LMGTE Pro
| Team                       | Fahrzeug                | Reifen | Nr. | Fahrer                | Rennen   |
| -------------------------- | ----------------------- | ------ | --- | --------------------- | -------- |
| AF Corse                   | Ferrari 488 GTE         | M      | 51  | James Calado          | 1–9      |
| AF Corse                   | Ferrari 488 GTE         | M      | 51  | Alessandro Pier Guidi | 1–9      |
| AF Corse                   | Ferrari 488 GTE         | M      | 51  | Michele Rugolo        | 3        |
| AF Corse                   | Ferrari 488 GTE         | M      | 71  | Sam Bird              | 1–3, 5–9 |
| AF Corse                   | Ferrari 488 GTE         | M      | 71  | Miguel Molina         | 3        |
| AF Corse                   | Ferrari 488 GTE         | M      | 71  | Davide Rigon          | 1–9      |
| AF Corse                   | Ferrari 488 GTE         | M      | 71  | Toni Vilander         | 4        |
| Corvette Racing – GM       | Chevrolet Corvette C7.R | M      | 63  | Antonio García        | 3        |
| Corvette Racing – GM       | Chevrolet Corvette C7.R | M      | 63  | Jan Magnussen         | 3        |
| Corvette Racing – GM       | Chevrolet Corvette C7.R | M      | 63  | Jordan Taylor         | 3        |
| Corvette Racing – GM       | Chevrolet Corvette C7.R | M      | 64  | Marcel Fässler        | 3        |
| Corvette Racing – GM       | Chevrolet Corvette C7.R | M      | 64  | Oliver Gavin          | 3        |
| Corvette Racing – GM       | Chevrolet Corvette C7.R | M      | 64  | Tommy Milner          | 3        |
| Ford Chip Ganassi Team UK  | Ford GT                 | M      | 66  | Billy Johnson         | 1–3      |
| Ford Chip Ganassi Team UK  | Ford GT                 | M      | 66  | Stefan Mücke          | 1–9      |
| Ford Chip Ganassi Team UK  | Ford GT                 | M      | 66  | Olivier Pla           | 1–9      |
| Ford Chip Ganassi Team UK  | Ford GT                 | M      | 67  | Luís Felipe Derani    | 1–3      |
| Ford Chip Ganassi Team UK  | Ford GT                 | M      | 67  | Andy Priaulx          | 1–9      |
| Ford Chip Ganassi Team UK  | Ford GT                 | M      | 67  | Harry Tincknell       | 1–9      |
| Ford Chip Ganassi Team USA | Ford GT                 | M      | 68  | Joey Hand             | 3        |
| Ford Chip Ganassi Team USA | Ford GT                 | M      | 68  | Dirk Müller           | 3        |
| Ford Chip Ganassi Team USA | Ford GT                 | M      | 68  | Tony Kanaan           | 3        |
| Ford Chip Ganassi Team USA | Ford GT                 | M      | 69  | Ryan Briscoe          | 3        |
| Ford Chip Ganassi Team USA | Ford GT                 | M      | 69  | Scott Dixon           | 3        |
| Ford Chip Ganassi Team USA | Ford GT                 | M      | 69  | Richard Westbrook     | 3        |
| Risi Competizione          | Ferrari 488 GTE         | M      | 82  | Giancarlo Fisichella  | 3        |
| Risi Competizione          | Ferrari 488 GTE         | M      | 82  | Pierre Kaffer         | 3        |
| Risi Competizione          | Ferrari 488 GTE         | M      | 82  | Toni Vilander         | 3        |
| Porsche GT Team            | Porsche 911 RSR         | M      | 91  | Richard Lietz         | 1–9      |
| Porsche GT Team            | Porsche 911 RSR         | M      | 91  | Frédéric Makowiecki   | 1–9      |
| Porsche GT Team            | Porsche 911 RSR         | M      | 91  | Patrick Pilet         | 3        |
| Porsche GT Team            | Porsche 911 RSR         | M      | 92  | Michael Christensen   | 1–9      |
| Porsche GT Team            | Porsche 911 RSR         | M      | 92  | Kévin Estre           | 1–9      |
| Porsche GT Team            | Porsche 911 RSR         | M      | 92  | Dirk Werner           | 3        |
| Aston Martin Racing        | Aston Martin Vantage    | D      | 95  | Marco Sørensen        | 1–9      |
| Aston Martin Racing        | Aston Martin Vantage    | D      | 95  | Richie Stanaway       | 1–3      |
| Aston Martin Racing        | Aston Martin Vantage    | D      | 95  | Nicki Thiim           | 1–9      |
| Aston Martin Racing        | Aston Martin Vantage    | D      | 97  | Jonathan Adam         | 1–9      |
| Aston Martin Racing        | Aston Martin Vantage    | D      | 97  | Darren Turner         | 1–9      |
| Aston Martin Racing        | Aston Martin Vantage    | D      | 97  | Daniel Serra          | 1–6      |

### LMGTE Am
| Team                  | Fahrzeug                  | Reifen | Nr. | Fahrer                | Rennen    |
| --------------------- | ------------------------- | ------ | --- | --------------------- | --------- |
| Labre Competition     | Chevrolet Corvette C7-Z06 | M      | 50  | Romain Brandela       | 3         |
| Labre Competition     | Chevrolet Corvette C7-Z06 | M      | 50  | Christian Philippon   | 3         |
| Labre Competition     | Chevrolet Corvette C7-Z06 | M      | 50  | Fernando Rees         | 3         |
| Spirit of Race        | Ferrari 488 GTE           | M      | 54  | Olivier Beretta       | 3         |
| Spirit of Race        | Ferrari 488 GTE           | M      | 54  | Francesco Castellacci | 1–9       |
| Spirit of Race        | Ferrari 488 GTE           | M      | 54  | Thomas Flohr          | 1–9       |
| Spirit of Race        | Ferrari 488 GTE           | M      | 54  | Miguel Molina         | 1, 2, 4–9 |
| Spirit of Race        | Ferrari 488 GTE           | M      | 55  | Duncan Cameron        | 3         |
| Spirit of Race        | Ferrari 488 GTE           | M      | 55  | Marco Cioci           | 3         |
| Spirit of Race        | Ferrari 488 GTE           | M      | 55  | Aaron Scott           | 3         |
| Clearwater Racing     | Ferrari 488 GTE           | M      | 60  | Hiroki Katō           | 3         |
| Clearwater Racing     | Ferrari 488 GTE           | M      | 60  | Álvaro Parente        | 3         |
| Clearwater Racing     | Ferrari 488 GTE           | M      | 60  | Richard Wee           | 3         |
| Clearwater Racing     | Ferrari 488 GTE           | M      | 61  | Matthew Griffin       | 1–9       |
| Clearwater Racing     | Ferrari 488 GTE           | M      | 61  | Weng Sun Mok          | 1–9       |
| Clearwater Racing     | Ferrari 488 GTE           | M      | 61  | Keita Sawa            | 1–9       |
| Scuderia Corsa        | Ferrari 488 GTE           | M      | 62  | Townsend Bell         | 3         |
| Scuderia Corsa        | Ferrari 488 GTE           | M      | 62  | Cooper MacNeil        | 3         |
| Scuderia Corsa        | Ferrari 488 GTE           | M      | 62  | Bill Sweedler         | 3         |
| Scuderia Corsa        | Ferrari 488 GTE           | M      | 65  | Alessandro Balzan     | 3         |
| Scuderia Corsa        | Ferrari 488 GTE           | M      | 65  | Bret Curtis           | 3         |
| Scuderia Corsa        | Ferrari 488 GTE           | M      | 65  | Christina Nielsen     | 3         |
| Dempsey-Proton Racing | Porsche 911 RSR           | D      | 77  | Matteo Cairoli        | 1–9       |
| Dempsey-Proton Racing | Porsche 911 RSR           | D      | 77  | Marvin Dienst         | 1–9       |
| Dempsey-Proton Racing | Porsche 911 RSR           | D      | 77  | Christian Ried        | 1–9       |
| DH Racing             | Ferrari 488 GTE           | M      | 83  | Andrea Bertolini      | 3         |
| DH Racing             | Ferrari 488 GTE           | M      | 83  | Niclas Jönsson        | 3         |
| DH Racing             | Ferrari 488 GTE           | M      | 83  | Tracy Krohn           | 3         |
| JHW Motorsport        | Ferrari 488 GTE           | M      | 84  | Robert Smith          | 3         |
| JHW Motorsport        | Ferrari 488 GTE           | M      | 84  | William Stevens       | 3         |
| JHW Motorsport        | Ferrari 488 GTE           | M      | 84  | Dries Vanthoor        | 3         |
| Gulf Racing           | Porsche 911 RSR           | D      | 86  | Khaled Al Qubaisi     | 8         |
| Gulf Racing           | Porsche 911 RSR           | D      | 86  | Ben Barker            | 1–9       |
| Gulf Racing           | Porsche 911 RSR           | D      | 86  | Nicholas Foster       | 1–9       |
| Gulf Racing           | Porsche 911 RSR           | D      | 86  | Mike Hedlund          | 7         |
| Gulf Racing           | Porsche 911 RSR           | D      | 86  | Michael Wainwright    | 1–6, 9    |
| Proton Competition    | Porsche 911 RSR           | D      | 88  | Khaled Al Qubaisi     | 3         |
| Proton Competition    | Porsche 911 RSR           | D      | 88  | Klaus Bachler         | 3         |
| Proton Competition    | Porsche 911 RSR           | D      | 88  | Stéphane Lemeret      | 3         |
| Proton Competition    | Porsche 911 RSR           | D      | 93  | Abdulaziz Al Faisal   | 3         |
| Proton Competition    | Porsche 911 RSR           | D      | 93  | Mike Hedlund          | 3         |
| Proton Competition    | Porsche 911 RSR           | D      | 93  | Patrick Long          | 3         |
| TF Sport              | Aston Martin Vantage      | D      | 90  | Rob Bell              | 3         |
| TF Sport              | Aston Martin Vantage      | D      | 90  | Euan Hankey           | 3         |
| TF Sport              | Aston Martin Vantage      | D      | 90  | Salih Yoluç           | 3         |
| Aston Martin Racing   | Aston Martin Vantage      | D      | 98  | Paul Dalla Lana       | 1–9       |
| Aston Martin Racing   | Aston Martin Vantage      | D      | 98  | Pedro Lamy            | 1–9       |
| Aston Martin Racing   | Aston Martin Vantage      | D      | 98  | Mathias Lauda         | 1–9       |
| Beechdean AMR         | Aston Martin Vantage      | D      | 99  | Oliver Bryant         | 3         |
| Beechdean AMR         | Aston Martin Vantage      | D      | 99  | Ross Gunn             | 3         |
| Beechdean AMR         | Aston Martin Vantage      | D      | 99  | Andrew Howard         | 3         |

## Rennkalender
Die FIA-Langstrecken-Weltmeisterschaft beinhaltete 2017 neun Rennen. Es gab keine Veränderung zum Kalender der Vorsaison.
| Nr. | Datum         | Rennname / Ort                                             | Sieger LMP1                                      | Sieger LMP2                                   | Sieger LM GTE Pro                               | Sieger LM GTE Am                                 |
| --- | ------------- | ---------------------------------------------------------- | ------------------------------------------------ | --------------------------------------------- | ----------------------------------------------- | ------------------------------------------------ |
| 1   | 16. April     | 6-Stunden-Rennen von Silverstone (Silverstone)             | Toyota Gazoo Racing                              | Jackie Chan DC Racing                         | Ford Chip Ganassi Team UK                       | Clearwater Racing                                |
| 1   | 16. April     | 6-Stunden-Rennen von Silverstone (Silverstone)             | Sébastien Buemi Anthony Davidson Kazuki Nakajima | Oliver Jarvis Thomas Laurent Ho-Pin Tung      | Luís Felipe Derani Andy Priaulx Harry Tincknell | Matthew Griffin Weng Sun Mok Keita Sawa          |
| 2   | 06. Mai       | 6-Stunden-Rennen von Spa-Francorchamps (Spa-Francorchamps) | Toyota Gazoo Racing                              | G-Drive Racing                                | AF Corse                                        | Aston Martin Racing                              |
| 2   | 06. Mai       | 6-Stunden-Rennen von Spa-Francorchamps (Spa-Francorchamps) | Sébastien Buemi Anthony Davidson Kazuki Nakajima | Alex Lynn Roman Russinow Pierre Thiriet       | Sam Bird Davide Rigon                           | Paul Dalla Lana Pedro Lamy Mathias Lauda         |
| 3   | 17.–18. Juni  | 24-Stunden-Rennen von Le Mans (Le Mans)                    | Porsche LMP Team                                 | Jackie Chan DC Racing                         | Aston Martin Racing                             | Spirit of Race                                   |
| 3   | 17.–18. Juni  | 24-Stunden-Rennen von Le Mans (Le Mans)                    | Earl Bamber Timo Bernhard Brendon Hartley        | Oliver Jarvis Thomas Laurent Ho-Pin Tung      | Jonathan Adam Darren Turner Daniel Serra        | Duncan Cameron Marco Cioci Aaron Scott           |
| 4   | 16. Juli      | 6-Stunden-Rennen auf dem Nürburgring (Nürburg)             | Porsche LMP Team                                 | Jackie Chan DC Racing                         | AF Corse                                        | Dempsey-Proton Racing                            |
| 4   | 16. Juli      | 6-Stunden-Rennen auf dem Nürburgring (Nürburg)             | Earl Bamber Timo Bernhard Brendon Hartley        | Oliver Jarvis Thomas Laurent Ho-Pin Tung      | James Calado Alessandro Pier Guidi              | Matteo Cairoli Marvin Dienst Christian Ried      |
| 5   | 03. September | 6-Stunden-Rennen von Mexiko-Stadt (Mexiko-Stadt)           | Porsche LMP Team                                 | Vaillante Rebellion                           | Aston Martin Racing                             | Dempsey-Proton Racing                            |
| 5   | 03. September | 6-Stunden-Rennen von Mexiko-Stadt (Mexiko-Stadt)           | Earl Bamber Timo Bernhard Brendon Hartley        | Julien Canal Nicolas Prost Bruno Senna        | Marco Sørensen Nicki Thiim                      | Matteo Cairoli Marvin Dienst Christian Ried      |
| 6   | 16. September | 6-Stunden-Rennen von Austin (Austin)                       | Porsche LMP Team                                 | Signatech Alpine Matmut                       | AF Corse                                        | Aston Martin Racing                              |
| 6   | 16. September | 6-Stunden-Rennen von Austin (Austin)                       | Earl Bamber Timo Bernhard Brendon Hartley        | Nicolas Lapierre Gustavo Menezes André Negrão | James Calado Alessandro Pier Guidi              | Paul Dalla Lana Pedro Lamy Mathias Lauda         |
| 7   | 15. Oktober   | 6-Stunden-Rennen von Fuji (Fuji)                           | Toyota Gazoo Racing                              | Vaillante Rebellion                           | AF Corse                                        | Spirit of Race                                   |
| 7   | 15. Oktober   | 6-Stunden-Rennen von Fuji (Fuji)                           | Sébastien Buemi Anthony Davidson Kazuki Nakajima | Julien Canal Nicolas Prost Bruno Senna        | James Calado Alessandro Pier Guidi              | Francesco Castellacci Thomas Flohr Miguel Molina |
| 8   | 05. November  | 6-Stunden-Rennen von Shanghai (Shanghai)                   | Toyota Gazoo Racing                              | Vaillante Rebellion                           | Ford Chip Ganassi Team UK                       | Aston Martin Racing                              |
| 8   | 05. November  | 6-Stunden-Rennen von Shanghai (Shanghai)                   | Sébastien Buemi Anthony Davidson Kazuki Nakajima | Julien Canal Nicolas Prost Bruno Senna        | Andy Priaulx Harry Tincknell                    | Paul Dalla Lana Pedro Lamy Mathias Lauda         |
| 9   | 18. November  | 6-Stunden-Rennen von Bahrain (as-Sachir)                   | Toyota Gazoo Racing                              | Vaillante Rebellion                           | AF Corse                                        | Aston Martin Racing                              |
| 9   | 18. November  | 6-Stunden-Rennen von Bahrain (as-Sachir)                   | Sébastien Buemi Anthony Davidson Kazuki Nakajima | Julien Canal Nicolas Prost Bruno Senna        | Sam Bird Davide Rigon                           | Paul Dalla Lana Pedro Lamy Mathias Lauda         |

## Wertungen

### Fahrerweltmeisterschaft der LMP-Fahrer
Für die Fahrerweltmeisterschaft der LMP-Fahrer (LMP FIA World Endurance Drivers Championship) sind alle Piloten in einem Le-Mans-Prototyp wertungsberechtigt. Die Punkte werden nach dem folgenden System vergeben. Zusätzlich gibt es einen Bonuspunkt für die Fahrer, die in der LMP-Klasse auf der Pole-Position stehen. Alle Fahrzeuge, die gewertet werden, erhalten 0,5 Punkte. Beim Saisonhöhepunkt, dem 24-Stunden-Rennen von Le Mans, werden doppelte Punkte vergeben.
| Punkteverteilung | Punkteverteilung | Punkteverteilung | Punkteverteilung | Punkteverteilung | Punkteverteilung | Punkteverteilung | Punkteverteilung | Punkteverteilung | Punkteverteilung | Punkteverteilung | Punkteverteilung |
| ---------------- | ---------------- | ---------------- | ---------------- | ---------------- | ---------------- | ---------------- | ---------------- | ---------------- | ---------------- | ---------------- | ---------------- |
| Platz            | 1                | 2                | 3                | 4                | 5                | 6                | 7                | 8                | 9                | 10               | C                |
| Punkte           | 25               | 18               | 15               | 12               | 10               | 8                | 6                | 4                | 2                | 1                | 0,5              |

| Pos.        | Fahrer                                   | SIL | SPA | LMS | NÜR | MEX | AUS | FUJ | SHA | BRN | Punkte |
| ----------- | ---------------------------------------- | --- | --- | --- | --- | --- | --- | --- | --- | --- | ------ |
| 01          | E. Bamber T. Bernhard B. Hartley         | 2   | 3   | 1   | 1   | 1   | 1   | 4   | 2   | 2   | 208,0  |
| 02          | S. Buemi K. Nakajima                     | 1   | 1   | 8   | 4   | 3   | 3   | 1   | 1   | 1   | 183,0  |
| 03          | A. Davidson                              | 1   | 1   | 8   | 4   | 3   |     | 1   | 1   | 1   | 168,0  |
| 04          | N. Jani A. Lotterer N. Tandy             | 3   | 4   | DNF | 2   | 2   | 2   | 3   | 3   | 3   | 129,0  |
| 05          | M. Conway K. Kobayashi                   | 23  | 2   | DNF | 3   | 4   | 4   | 2   | 4   | 4   | 103,5  |
| 06          | J. López                                 | 23  | INJ | DNF | 3   | 4   | 4   | 2   | 4   | 4   | 84,5   |
| 07          | O. Jarvis T. Laurent H. Tung             | 4   | 9   | 2   | 5   | 13  | 8   | 7   | 8   | 6   | 82,5   |
| 08          | J. Canal B. Senna                        | 5   | 8   | 16  | 6   | 5   | 7   | 5   | 5   | 5   | 76,0   |
| 09          | N. Prost                                 | 5   | 8   | 16  |     | 5   | 7   | 5   | 5   | 5   | 68,0   |
| 10          | A. Negrão                                |     | 12  | 4   | DNF | 6   | 5   | 6   | 6   | 8   | 62,5   |
| 11          | G. Menezes                               | 7   | 11  | 10  | 7   | 6   | 5   | 6   | 6   | 8   | 62,5   |
| 12          | N. Lapierre                              | 7   | 5   | DNF | 7   | 6   | 5   | 6   | 6   | 8   | 60,0   |
| 13          | A. Brundle D. Cheng T. Gommendy          | 11  | 16  | 3   | 9   | 10  | 9   | DNF | 12  | 12  | 37,0   |
| 14          | M. Rao                                   | 7   | 11  | 10  | 7   | 7   | 10  | 9   | 13  | 10  | 35,0   |
| 15          | J. Vergne                                | 9   | 13  | 7   |     | 7   | 10  | 9   | 13  | 10  | 33,0   |
| 16          | M. Beche D. Heinemeier Hansson           | 12  | 10  | DSQ | 8   | 9   | 6   | DSQ | 7   | 7   | 27,5   |
| 17          | S. Sarrazin                              |     | 5   | DNF |     |     | 3   |     |     |     | 26,0   |
| 18          | N. Panciatici P. Ragues                  |     | 12  | 4   | DNF |     |     |     |     |     | 24,5   |
| 19          | N. Piquet                                | 12  | 10  | DSQ |     | 9   | 6   | DSQ | 7   | 7   | 23,5   |
| 20          | T. Graves J. Hirschi                     | 9   | 13  | 7   | 13  |     |     |     |     |     | 23,0   |
| 21          | R. Russinow                              | 8   | 7   | DNF | 10  | 8   | 12  | 10  | 11  | 11  | 17,5   |
| 22          | P. Thiriet                               | 8   | 7   | DNF | 10  | 8   | 12  | 10  |     |     | 16,5   |
| 23          | E. Collard F. Perrodo                    | 6   | 15  | DNF | 12  | 11  | 11  | 8   | 10  | 13  | 15,5   |
| 24          | M. Vaxivière                             | 6   |     | DNF | 12  | 11  | 11  | 8   | 10  | 13  | 15,0   |
| 25          | A. Lynn                                  | 8   | 7   | DNF |     | 8   | 12  |     |     |     | 14,5   |
| 26          | R. Dumas                                 |     | 11  | 10  |     |     |     |     |     |     | 12,5   |
| 27          | B. Hanley                                |     | 15  |     | 10  | 7   | 10  | 9   | 13  | 10  | 12,0   |
| 28          | Y. Kunimoto                              |     | 5   | DNF |     |     |     |     |     |     | 10,0   |
| 29          | J. Rossiter                              | DNF | 6   |     |     |     |     | 10  |     |     | 9,0    |
| 30          | D. Kraihamer O. Webb                     | DNF | 6   | DNF | 14  |     |     |     |     |     | 8,5    |
| 31          | F. Albuquerque                           |     |     |     | 6   |     |     |     |     |     | 8,0    |
| 32          | R. González W. Petrow S. Trummer         | 10  | 14  | DNF | 11  | 12  | DNF | 13  | 9   | 9   | 7,0    |
| 33          | L. Derani                                |     |     |     | 8   |     |     |     |     |     | 4,0    |
| 34          | J. Gutiérrez H. Hirakawa M. Rojas        |     |     | 39  |     |     |     |     |     |     | 4,0    |
| 35          | L. Roussel                               |     |     |     |     |     |     |     | 11  | 11  | 1,0    |
| 36          | R. Merhi                                 |     |     |     | 13  |     |     |     |     |     | 0,5    |
| 36          | M. Bonanomi                              |     |     | DNF | 14  |     |     |     |     |     | 0,5    |
| 37          | N. Müller                                |     |     |     |     |     |     |     | 11  |     | 0,5    |
| 38          | L. Duval                                 |     |     |     |     |     |     |     |     | 11  | 0,5    |
| Gaststarter |                                          |     |     |     |     |     |     |     |     |     |        |
| –           | F. Albuquerque W. Owen H. de Sadeleer    |     |     | 5   |     |     |     |     |     |     | –      |
| –           | J. Allen R. Bradley F. Matelli           |     |     | 6   |     |     |     |     |     |     | –      |
| –           | A. Belicchi R. Lacorte G. Sernagiotto    |     |     | 9   |     |     |     |     |     |     | –      |
| –           | K. Chandhok                              |     | DNF | 11  |     |     |     |     |     |     | –      |
| –           | P. Hanson N. Moore                       |     | DNF | 11  | DNF |     |     |     |     |     | –      |
| –           | Pat. Lafargue Pau. Lafargue D. Zollinger |     |     | 12  |     |     |     |     |     |     | –      |
| –           | R. Barrichello J. Lammers F. van Eerd    |     |     | 13  |     |     |     |     |     |     | –      |
| –           | B. Hanley H. Hedman F. Rosenqvist        |     |     | 14  |     |     |     |     |     |     | –      |
| –           | E. Maris J. Nicolet P. Nicolet           |     |     | 15  |     |     |     |     |     |     | –      |
| –           | V. Capillaire M. McMurry M. Patterson    |     |     | 32  |     |     |     |     |     |     | –      |
| –           | M. Aljoschin W. Schaitar S. Sirotkin     |     |     | 33  |     |     |     |     |     |     | –      |
| –           | E. Guibbert E. Trouillet J. Winslow      |     |     | 43  |     |     |     |     |     |     | –      |
| –           | R. Breukers K. Calko M. Konôpka          |     |     | 45  |     |     |     |     |     |     | –      |
| –           | J. Bleekemolen B. Keating R. Taylor      |     |     | 47  |     |     |     |     |     |     | –      |
| –           | F. Barthez N. Berthon T. Buret           |     |     | DNF |     |     |     |     |     |     | –      |
| Pos.        | Fahrer                                   | SIL | SPA | LMS | NÜR | MEX | AUS | FUJ | SHA | BRN | Punkte |

| Farbe    | Bedeutung                                             |
| -------- | ----------------------------------------------------- |
| Gold     | Sieger                                                |
| Silber   | 2. Platz                                              |
| Bronze   | 3. Platz                                              |
| Grün     | Klassifiziert innerhalb der Top 10                    |
| Hellblau | Klassifiziert innerhalb der Punkteränge (ab Platz 11) |
| Blau     | Klassifiziert außerhalb der Punkteränge               |
| Violett  | Rennen nicht beendet (DNF)                            |
| Violett  | nicht klassifiziert (NC)                              |
| Rot      | nicht qualifiziert (DNQ)                              |
| Schwarz  | disqualifiziert (DSQ)                                 |
| Weiß     | nicht am Start (DNS)                                  |
| Weiß     | zurückgezogen (WD)                                    |
| Weiß     | Rennen abgesagt (C)                                   |
| Blanko   | nicht teilgenommen                                    |
| Blanko   | gemeldet, aber nicht teilgenommen (DNP)               |
| Blanko   | verletzt oder krank (INJ)                             |
| Blanko   | ausgeschlossen (EX)                                   |

### Fahrerweltmeisterschaft der GT-Fahrer
Für die Fahrerweltmeisterschaft der GT-Fahrer (GT FIA World Endurance Drivers Championship) sind alle Piloten in einem Gran Turismo wertungsberechtigt. Die Punkte werden nach dem folgenden System vergeben. Zusätzlich gibt es einen Bonuspunkt für die Fahrer, die in der GT-Klasse auf der Pole-Position stehen. Alle Fahrzeuge, die gewertet werden, erhalten 0,50 Punkte. Beim Saisonhöhepunkt, dem 24-Stunden-Rennen von Le Mans, werden doppelte Punkte vergeben.
| Punkteverteilung | Punkteverteilung | Punkteverteilung | Punkteverteilung | Punkteverteilung | Punkteverteilung | Punkteverteilung | Punkteverteilung | Punkteverteilung | Punkteverteilung | Punkteverteilung | Punkteverteilung |
| ---------------- | ---------------- | ---------------- | ---------------- | ---------------- | ---------------- | ---------------- | ---------------- | ---------------- | ---------------- | ---------------- | ---------------- |
| Platz            | 1                | 2                | 3                | 4                | 5                | 6                | 7                | 8                | 9                | 10               | C                |
| Punkte           | 25               | 18               | 15               | 12               | 10               | 8                | 6                | 4                | 2                | 1                | 0,50             |

| Pos.        | Fahrer                              | SIL | SPA | LMS | NÜR | MEX | AUS | FUJ | SHA | BRN | Punkte |
| ----------- | ----------------------------------- | --- | --- | --- | --- | --- | --- | --- | --- | --- | ------ |
| 01          | J. Calado A. Pier Guidi             | 14  | 18  | 46  | 15  | 19  | 13  | 11  | 16  | 15  | 153,0  |
| 02          | R. Lietz F. Makowiecki              | 15  | 21  | 20  | 16  | 16  | 18  | 12  | 15  | 17  | 145,0  |
| 03          | A. Priaulx H. Tincknell             | 13  | 20  | 18  | 19  | 17  | 19  | 24  | 14  | 16  | 142,5  |
| 04          | D. Rigon                            | 17  | 17  | 21  | 25  | 15  | 15  | 16  | 19  | 14  | 139,5  |
| 05          | S. Bird                             | 17  | 17  | 21  |     | 15  | 15  | 16  | 19  | 14  | 139,0  |
| 06          | M. Sørensen N. Thiim                | 18  | 24  | 25  | 18  | 14  | 16  | 18  | 18  | 20  | 104,0  |
| 07          | J. Adam D. Turner                   | 19  | 23  | 17  | 21  | DNF | 17  | 17  | 20  | 19  | 101,0  |
| 08          | S. Mücke O. Pla                     | 16  | 19  | 27  | 20  | 20  | 20  | 15  | 17  | 18  | 95,0   |
| 09          | D. Serra                            | 19  | 23  | 17  | 21  | DNF | 17  |     |     |     | 79,0   |
| 10          | L. Derani                           | 13  | 20  | 18  |     |     |     |     |     |     | 74,0   |
| 11          | M. Christensen K. Estre             | DNF | 22  | DNF | 17  | 18  | 14  | 14  | DNF | DNF | 67,0   |
| 12          | B. Johnson                          | 16  | 19  | 27  |     |     |     |     |     |     | 43,0   |
| 13          | M. Molina                           | DNF | 28  | 21  | 23  | 24  | 23  | 19  | DNF | 23  | 32,5   |
| 14          | R. Stanaway                         | 18  | 24  | 25  |     |     |     |     |     |     | 32,0   |
| 15          | P. Pilet                            |     |     | 20  |     |     |     |     |     |     | 30,0   |
| 16          | P. Dalla Lana P. Lamy M. Lauda      | 21  | 25  | 36  | 24  | 22  | 21  | 23  | 21  | 21  | 19,5   |
| 17          | M. Griffin W. Mok K. Sawa           | 20  | 27  | 31  | 26  | 25  | 22  | 20  | 24  | 22  | 19,0   |
| 18          | M. Cairoli M. Dienst C. Ried        | 22  | 26  | 34  | 22  | 21  | 24  | 21  | 23  | 24  | 17,0   |
| 19          | D. Cameron M. Cioci A. Scott        |     |     | 28  |     |     |     |     |     |     | 12,0   |
| 20          | F. Castellacci T. Flohr             | DNF | 28  | 41  | 23  | 24  | 23  | 19  | DNF | 23  | 9,5    |
| 21          | B. Barker N. Foster                 | 24  | DNF | 38  | 27  | 23  | DNF | 22  | 22  | 25  | 6,0    |
| 22          | M. Wainwright                       | 24  | DNF | 38  | 27  | 23  | DNF |     |     | 25  | 3,5    |
| 23          | K. Al Qubaisi                       |     |     |     |     |     |     |     | 22  |     | 2,0    |
| 24          | H. Katō Á. Parente R. Wee           |     |     | 40  |     |     |     |     |     |     | 1,0    |
| 24          | O. Beretta                          |     |     | 41  |     |     |     |     |     |     | 1,0    |
| 24          | M. Rugolo                           |     |     | 46  |     |     |     |     |     |     | 1,0    |
| 25          | T. Vilander                         |     |     |     | 25  |     |     |     |     |     | 0,5    |
| 26          | M. Hedlund                          |     |     |     |     |     |     | 22  |     |     | 0,5    |
| 27          | D. Werner                           |     |     | DNF |     |     |     |     |     |     | 0,0    |
| Gaststarter |                                     |     |     |     |     |     |     |     |     |     |        |
| –           | A. García J. Magnussen J. Taylor    |     |     | 19  |     |     |     |     |     |     | –      |
| –           | J. Hand D. Müller T. Kanaan         |     |     | 22  |     |     |     |     |     |     | –      |
| –           | R. Briscoe S. Dixon R. Westbrook    |     |     | 23  |     |     |     |     |     |     | –      |
| –           | M. Fässler O. Gavin T. Milner       |     |     | 24  |     |     |     |     |     |     | –      |
| –           | R. Smith W. Stevens D. Vanthoor     |     |     | 26  |     |     |     |     |     |     | –      |
| –           | T. Bell C. MacNeil W. Sweedler      |     |     | 29  |     |     |     |     |     |     | –      |
| –           | O. Bryant R. Gunn A. Howard         |     |     | 30  |     |     |     |     |     |     | –      |
| –           | R. Bell E. Hankey S. Yoluc          |     |     | 35  |     |     |     |     |     |     | –      |
| –           | A. Al Faisal M. Hedlund P. Long     |     |     | 37  |     |     |     |     |     |     | –      |
| –           | A. Bertolini N. Jönsson T. Krohn    |     |     | 42  |     |     |     |     |     |     | –      |
| –           | A. Balzan B. Curtis C. Nielsen      |     |     | 44  |     |     |     |     |     |     | –      |
| –           | R. Brandela C. Philippon F. Rees    |     |     | 48  |     |     |     |     |     |     | –      |
| –           | G. Fisichella P. Kaffer T. Vilander |     |     | DNF |     |     |     |     |     |     | –      |
| –           | K. Al Qubaisi K. Bachler S. Lemeret |     |     | DNF |     |     |     |     |     |     | –      |
| Pos.        | Fahrer                              | SIL | SPA | LMS | NÜR | MEX | AUS | FUJ | SHA | BRN | Punkte |

| Farbe    | Bedeutung                                             |
| -------- | ----------------------------------------------------- |
| Gold     | Sieger                                                |
| Silber   | 2. Platz                                              |
| Bronze   | 3. Platz                                              |
| Grün     | Klassifiziert innerhalb der Top 10                    |
| Hellblau | Klassifiziert innerhalb der Punkteränge (ab Platz 11) |
| Blau     | Klassifiziert außerhalb der Punkteränge               |
| Violett  | Rennen nicht beendet (DNF)                            |
| Violett  | nicht klassifiziert (NC)                              |
| Rot      | nicht qualifiziert (DNQ)                              |
| Schwarz  | disqualifiziert (DSQ)                                 |
| Weiß     | nicht am Start (DNS)                                  |
| Weiß     | zurückgezogen (WD)                                    |
| Weiß     | Rennen abgesagt (C)                                   |
| Blanko   | nicht teilgenommen                                    |
| Blanko   | gemeldet, aber nicht teilgenommen (DNP)               |
| Blanko   | verletzt oder krank (INJ)                             |
| Blanko   | ausgeschlossen (EX)                                   |